# Pourcharesses
Pourcharesses (okcitán nyelven Porchareças) község Franciaország déli részén, Lozère megyében. 2011-ben 115 lakosa volt.

## Fekvése
Pourcharesses a Villefort-i víztározó északi partján fekszik, 760 méteres (a községterület 600-1662 méteres) tengerszint feletti magasságban, Villefort-tól 7 km-re északra. A község területe 11 km hosszan nyúlik el észak-déli irányban; a Villefort-tól délre elterülő Palhère-völgy is Pourcharesses-hez tartozik, mely egészen a Lozère-hegy 1600 m fölé magasodó gerincéig terjed (Pic Cassini, 1685 m). Területének 62,8%-át (19,98 km²) erdő borítja.
Villeforttal a D901-es úthoz Morangiès-nál csatlakozó mellékút köti össze. A Villefort-Le Bleymard közötti, az Altier völgyében haladó D901-es út Castanet-nál halad keresztül a község területén. A Palhère-völgyben haladó D66-os út a Pré de la Dame-hágón (1507 m) keresztül a Gard megyei Génolhac felé teremt összeköttetést. A község területét érinti a Cévenneki vasútvonal Langogne-Villefort közötti szakasza, mely 5 alagúton és a Villefort-i-víztározó feletti viadukton halad át.
Nyugatról Altier, északról Prévenchères, keletről Villefort és Saint-André-Capcèze, délről pedig Ponteils-et-Brésis, Concoules (Gard) és Le Pont-de-Montvert községekkel határos.
A községhez tartozó kisebb települések Morangiès, Castanet, Palhères, Le Pouget, Les Costeilades és Chantegrive. Morangiès kivételével egyiknek sincs közvetlen összeköttetése a községközponttal.

## Története
Pourcharesses a történelmi Uzèsi egyházmegyéhez tartozott. 1964-ben épült fel az Altier-folyón a Villeforti-vízierőmű, mely 1,27 km²-es mesterséges tavat hozott létre, melynek egy része Pourcharesses területén fekszik.

### Demográfia
| Év   | Lakosság |
| ---- | -------- |
| 1793 | 458      |
| 1851 | 459      |
| 1876 | 409      |
| 1901 | 363      |
| 1936 | 260      |

| Év   | Lakosság |
| ---- | -------- |
| 1946 | 213      |
| 1954 | 165      |
| 1962 | 220      |
| 1968 | 122      |

| Év   | Lakosság |
| ---- | -------- |
| 1975 | 109      |
| 1982 | 130      |
| 1990 | 110      |
| 1999 | 108      |
| 2010 | 121      |

## Nevezetességei
- A Castanet-kastély – a 13. századi kastély a 16. században (1578-ban fejeződött be építése) nyerte el mai formáját. Nevét a vidéken gyakori gesztenyésekről (châtaignier) kapta. Az 1960-as évek óta a Villefort-i víztározó partján fekszik. Eredetileg a víztározó kialakításakor a kastély is víz alá került volna, de a műemlékké nyilvánítással (1964) megmenekült a pusztulástól. Magántulajdonban van, 2001-ben tűzvész pusztította.
- Morangiès-kastély – a középkori kastélyt a 16. században elhagyták, 1811-ben felújították.
- Le Pouget, Castanet és Les Chabannes településen több 16-18. századi tanyaépület fennmaradt.

## Kapcsolódó szócikk
- Lozère megye községei